# Pseudoopsis humerosus
Pseudoopsis humerosus är en skalbaggsart som beskrevs av Stefan von Breuning 1956. Pseudoopsis humerosus ingår i släktet Pseudoopsis och familjen långhorningar. Inga underarter finns listade i Catalogue of Life.